# 光叶球穗山姜
光叶球穗山姜（学名：Alpinia strobiliformis var. glabra）为姜科山姜属下的一个变种。

## 扩展阅读
- 維基物種上的相關：光叶球穗山姜